# Saciedad sensorial específica
La saciedad sensorial específica es la alteración del sabor agradable experimentado en la primera cata de un alimento en comparación con la cata del mismo poco tiempo después. Está producida por una saciedad de los receptores de la nariz y de la boca. A diferencia de la aliestesia, el tiempo en que se percibe la disminución del sabor agradable es mucho menor y no es necesaria la ingesta del alimento, con solo olerlo o masticarlo es suficiente para experimentar la alteración.